# フリードリヒ2世・フォン・ハプスブルク

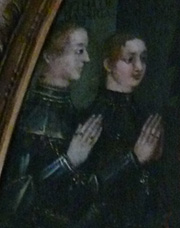
フリードリヒ2世と弟レオポルト2世

フリードリヒ2世・フォン・ハプスブルク（ドイツ語：Friedrich II. von Habsburg, 1327年2月10日 - 1344年12月11日）は、オーストリア公オットーとエリーザベト・フォン・バイエルンの間の息子。レオポルト2世は弟である。

## 生涯
1337年、フリードリヒはケーニヒスフェルデン修道院に住む伯母アグネスに預けられ、そこで教育を受けた。1339年以降はレンツブルク城に住み、そこで前方オーストリアを支配したといわれる。1339年にフリードリヒは母の権利として下バイエルンの継承権を主張したが、皇帝ルートヴィヒ4世はフリードリヒの訴えを退けた。イングランド王エドワード3世の娘ジョアンとの結婚が計画されていたが、1337年にエドワード3世は2人が幼すぎるという理由で結婚を延期した。結局、フリードリヒが1344年に死去したため、結婚は行われなかった。一説によると、エドワード3世は対フランス同盟を履行できなかったため、婚約を解消したともいう。